# Ėduard Malafeeŭ
Ėduard Vasil'evič Malafeeŭ (in bielorusso Эдуард Васільевіч Малафееў?; in russo Эдуард Васильевич Малофеев?, Ėduard Vasil'evič Malofeev; Krasnojarsk, 2 giugno 1942) è un allenatore di calcio ed ex calciatore sovietico, dal 1991 bielorusso.
Giocatore di alto livello negli anni sessanta, votato al calcio offensivo, dopo aver raggiunto la panchina della nazionale sovietica, che guida dal 1984 al 1986 in sostituzione di Valerij Lobanovs'kyj, che Malafeeŭ non aveva esitato a criticare duramente, nel maggio 1986, a circa un mese dall'inizio del campionato mondiale di calcio 1986 in Messico, è licenziato dalla federcalcio sovietica che richiama proprio il suo predecessore Lobanovs'kyj. In seguito allena la Dinamo Mosca, la Dinamo Minsk, la Nazionale bielorussa e gli scozzesi dell'Hearts per un breve periodo. Dopo 35 anni da tecnico, dal 2011 non allena più tra i professionisti.

## Carriera

### Calciatore
Da calciatore ha militato nell'Avangrad Kolomna (1960), nello Spartak Mosca (1961-63, vincendo il titolo sovietico nel 1962) e nella Dinamo Minsk (1963-1972).

### Allenatore
Da allenatore ha guidato la Dinamo Minsk vincendo il campionato nel 1982 (unica volta in cui il campionato sovietico venne vinto da un club bielorusso), la Nazionale sovietica tra il 1983 e il 1986 (non l'allenò al campionato del mondo 1986, ma durante le qualificazioni) ed è stato CT della Bielorussia tra il 2000 e il 2002 e tra il 2002 e il 2003.

## Palmarès

### Calciatore

#### Club
- Vysšaja Liga: 1

Spartak Mosca: 1962

#### Individuale
- Capocannoniere della Vysšaja Liga: 1

1971 (16 gol)

### Allenatore
- Vysšaja Liga: 1

Dinamo Minsk: 1982